# 坂田基禎
坂田基禎（日语：さかた もとのり；1954年—），日本京都市出身的男性建築師。

## 簡歷
坂田基禎從小在京都府京都市長大，1973年畢業於京都府立山城高等學校，1979年則修畢福井工業大學建築系建設工學科課程，取得了學士學位；同年4月加入 AZ Institute 環境計劃研究所工作，期間成功考獲一級建築師資格，至1985年6月便選擇離職，開設坂田基禎建築研究所，並於1990年代奪取多個獎項。
2009年起，坂田基禎曾多次參與朝日放送電視節目《全能住宅改造王》，因擅長將京都建築風格融入家居設計而受到注目，又透過其他訪問分享個人對建築的見解與翻新住宅或設施的要訣；2017至2018年亦曾擔任京都早晨扶輪社社長。

## 曾獲獎項與提名
| 年份   | 獎項                                                          | 結果 |
| 1990年 | 1991 商環境設計賞（日本 Les Halles）                          | 獲獎 |
| 1990年 | 第5回商店系統比賽 - 當選作（京都手工藝品中心 Amita 株式會社） | 獲獎 |
| 1991年 | 新美南吉記念館公開設計競技 - 第117個作品選                    | 獲獎 |
| 1991年 | 1992 商環境設計賞（京都手工藝品中心）                         | 獲獎 |
| 1991年 | 第6回商店系統比賽 - 當選作                                    | 獲獎 |
| 1992年 | 1993 商環境設計賞（河文商店）                                 | 獲獎 |
| 1992年 | 第38回大阪建築比賽「渡邊節賞（大阪市 BS Building）」          | 獲獎 |
| 1994年 | 「平成6年度 HOPE 比賽」京都市長獎狀                           | 獲獎 |
| 1996年 | 「平成8年度 HOPE 比賽」京都市長獎狀                           | 獲獎 |
| 1997年 | Graphisoft「CAD 比賽」冠軍                                    | 獲獎 |

## 資料來源
1. ↑  日本谷歌. . 日本谷歌. 2015-03-08  [2019-07-24]. （原始内容存档于2019-07-24） （日语）.
2. ↑  二姑娘家. . 搜狐. 2018-09-18  [2018-09-19]. （原始内容存档于2019-04-10） （中文）.
3. ↑  . 《Living京都》中央版 第1792號（株式會社京都 Living 新聞社）. 2017-02-18: 3  [2017-02-19] （日语）.
4. ↑  北川靖. . 《京の医食住》（京都府醫師會）. 2016, 3: 2 – 7  [2019-04-10]. （原始内容存档于2019-04-10）.
5. ↑  . 國際扶輪2650地區.   [2019-04-10]. 原始内容存档于2019-04-03 （日语）.

## 外部連結
- 坂田基禎建築研究所 Motonori Sakata Architecture Institute（页面存档备份，存于） （日語）
- 京町家の粋人「匠」坂田基禎 - 大改造！！劇的ビフォーアフター SEASON II（页面存档备份，存于） （日語）